# Aardappelknikmos
Aardappelknikmos (Bryum bornholmense) is een soort uit het geslacht knikmos (Bryum).

## Determinatie
In groeiwijze en grootte kan het mos sterk lijken op gewoon peermos (Pohlia nutans). Het verschilt van roestknolknikmos (Bryum microerythrocarpum) door de vlakke blaadjes met een duidelijke zoom en getande top en door tuberkenmerken. Sporenkapsels zijn niet zeldzaam.

## Ecologie
De soort is algemeen op wortelkluiten, langs watervangen en op bospaden in arme bossen op de Veluwe. Het mos groeit op (zwak lemig) zand, altijd op min of meer beschaduwde plaatsen. Begeleidende soorten zijn gewoon pluisjesmos en groot rimpelmos. 
Waarschijnlijk is het in alle arme bossen op zand en zure leem op de hogere zandgronden en in Zuid-Limburg een vrij algemene soort.

## Verspreiding
In Nederland komt aardappelknikmos zeldzaam voor. Het staat niet op de rode lijst en is niet bedreigd.